# جغرافيا تقنية
الجغرافيا التقنية هي فرع من الجغرافيا يركز على استخدام دراسة وتطوير أدوات للحصول على المعلومات المكانية وتحليلها وتفسيرها وفهمها وتوضيحها.
يمكن لفرعي الجغرافيا الآخرين، اللذين يقتصران عادةً على الجغرافيا البشرية والجغرافيا الطبيعية، تطبيق مفاهيم وتقنيات الجغرافيا التقنية. ومع ذلك، فإن أساليب الجغرافيا التقنية ونظرياتها مميزة، وقد يهتم خبير الجغرافيا التقنية بالمفاهيم التقنية والنظرية أكثر من اهتمامه بطبيعة البيانات. علاوةً على ذلك، يمكن لخبير الجغرافيا التقنية استكشاف العلاقة بين التقنية المكانية والمستفيدين النهائيين لتحسين هذه التقنية وفهم تأثيرها على سلوك الإنسان بشكل أفضل. وبالتالي، يمكن أن تختلف أنواع البيانات المكانية التي يستخدمها خبير الجغرافيا التقنية على نطاق واسع، بما في ذلك مواضيع الجغرافيا البشرية والطبيعية، مع التركيز على التقنيات والمنهجيات المستخدمة. ولتحقيق ذلك، يقوم خبراء الجغرافيا التقنية غالبًا بإنشاء برامج أو نصوص برمجية خاصة بهم، والتي يمكن بعد ذلك تطبيقها على نطاق أوسع من قبل الآخرين. كما يمكنهم استكشاف تطبيق تقنيات تم تطويرها لتطبيق واحد على موضوع آخر غير ذي صلة، مثل تطبيق تقنية الـ (Kriging) التي تم تطويرها في الأصل في مجال التعدين على مجالات متنوعة مثل أسعار العقارات.
في تعليم الجغرافيا التقنية، غالبًا ما يحتاج المعلمون إلى الاستعانة بأمثلة من الجغرافيا البشرية والطبيعية لتوضيح المفاهيم النظرية. وبينما تعمل الجغرافيا التقنية بشكل أساسي مع البيانات الكمية، إلا أن التقنيات والتكنولوجيا يمكن تطبيقها على الجغرافيا النوعية، ما يميزها عن الجغرافيا الكمية.

## التاريخ

### التاريخ المبكر وأصل المصطلح

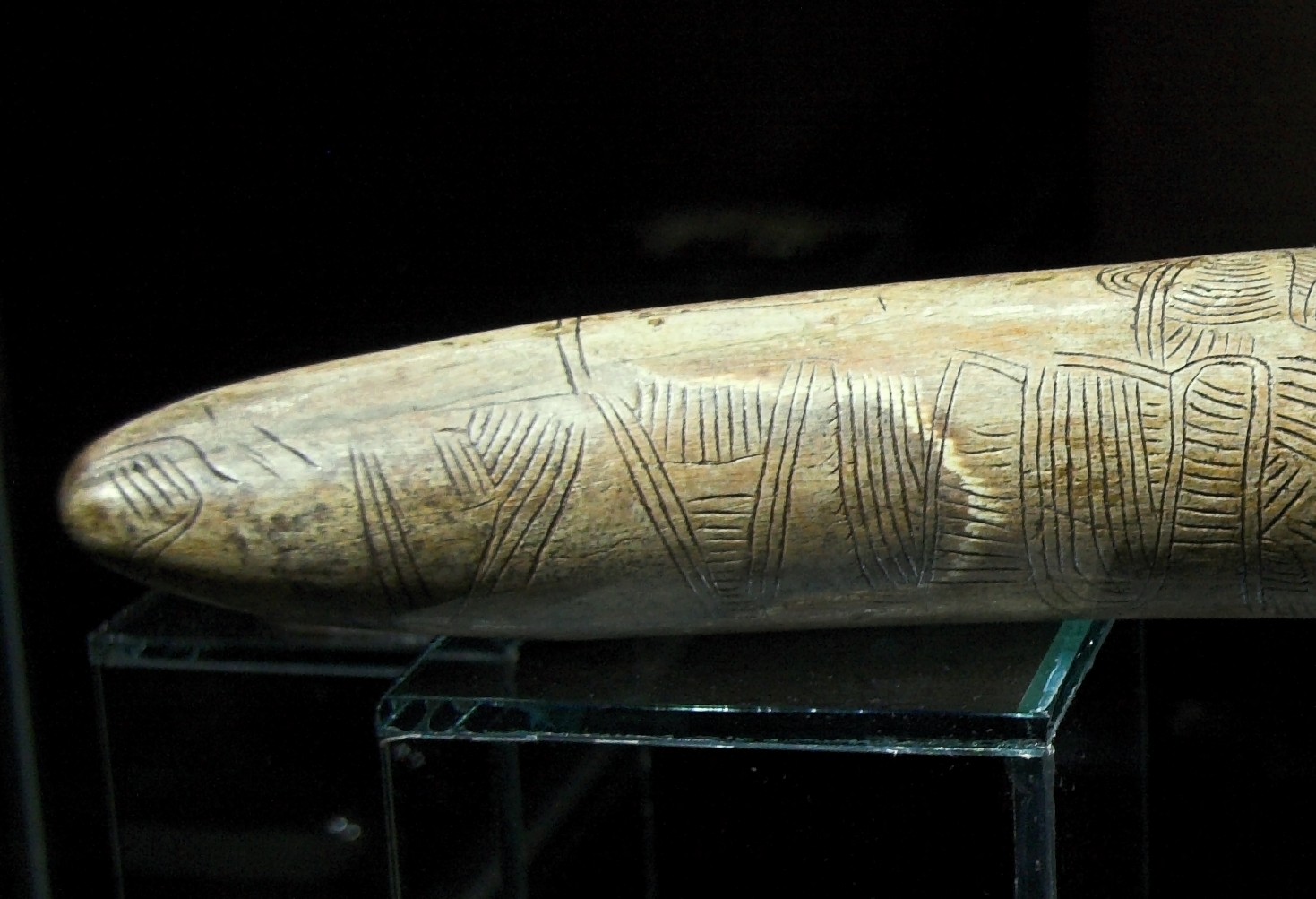
من المحتمل أن أقدم خريطة باقية قد تم نقشها على ناب الماموث هذا، ويعود تاريخها إلى 25000 قبل الميلاد، والتي تم العثور عليها في بافلوف في جمهورية التشيك.

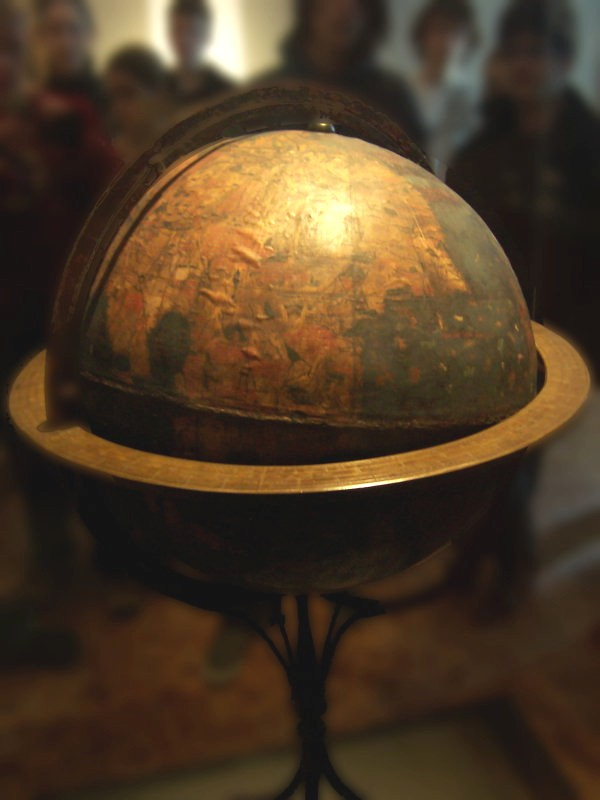
تعتبر " إردابفيل " لمارتن بهايم أقدم كرة أرضية باقية، وقد تم صنعها بين عامي 1491 و1493.

مصطلح "الجغرافيا التقنية" هو مزيج من كلمتين: "تقني" المشتقة من اليونانية τεχνικός (technikós وتعني الفن أو الحرفة)، وتعني ما يتعلق بموضوع أو نشاط معين وينطوي على مهارات عملية، و"جغرافيا" المشتقة من اليونانية γεωγραφία (geographia، وهي اتحاد للكلمتين اليونانيتين "جيو" (الأرض) و "جرافي" وصفًا لها. وتعني حرفيًا "وصف الأرض")، وهو مجال علمي مكرس لدراسة أراضي الأرض وملامحها وسكانها وظواهرها. يعود مصطلح "الجغرافيا التقنية" كمصطلح مميز في اللغة الإنجليزية ضمن علم الجغرافيا على الأقل إلى عام 1749 في منشور "الجغرافيا المُصلحة: نظام جديد للجغرافيا العامة، وفقًا لتحليل دقيق للمسار العلمي في أربعة أجزاء". نُشر هذا الكتاب على يد الطابع الإنجليزي إدوارد كيف في بوابة القديس يوحنا، كليركنويل، وقُسم إلى أربعة أجزاء، أطلق على أحدها اسم "محتوي الجغرافيا التقنية". وكان هذا الكتاب الصادر في عام 1749 يركز على كل من المجسمات الأرضية والخرائط تحت قسم الجغرافيا التقنية، بما في ذلك مفاهيم التصميم الخرائطي والإسقاط. في هذا الكتاب، ذكروا أنهم اختاروا استخدام مصطلح "الجغرافيا التقنية" بدلاً من "الجغرافيا التطبيقية" لتوضيح تميز هذا الفرع من حيث النظرية والأساليب. يُعرف هذا المنشور "الجغرافيا التقنية" على النحو التالي:
"وصف الشكل على ثلاثة أنواع: الأول يعرض الأرض عن طريق مخطط أو رسم تخطيطي؛ والثاني عن طريق الجداول أو القوائم؛ والثالث عن طريق المعاهدات أو الخطابات. ومن ثم يمكن تقسيم الجغرافيا التقنية إلى تمثيلية وتلخيصية وتفسيرية."

ــــــ مقتبس من كتاب "الجغرافيا المُصلحة: نظام جديد للجغرافيا العامة، وفقًا لتحليل دقيق للمسار العلمي في أربعة أجزاء"، 1749.
على الرغم من صعوبة تحديد متى دخل مصطلح "الجغرافيا التقنية" إلى قاموس اللغة الإنجليزية لأول مرة، إلا أن المفهوم التقني للجغرافيا يتجاوز الثقافات، وتعود تقنياته إلى أصول رسم الخرائط والمساحة والاستشعار عن بعد. بالعودة إلى كلاوديوس بطليموس وتقليد الجغرافيا البطلموسية اليونانية، حدد العلماء " عناصر تقنية مميزة" في "نظرية رسم الخرائط البطلموسية" مثل إسقاطات الخرائط، وخطوط خطوط العرض والطول، والإحداثيات، والشبكات، والمقاييس، ونظرية المناخ المحددة فلكيًا.
اعتمد الجغرافيون المسلمون لاحقًا هذه العناصر التقنية عندما تمت ترجمة كتاب بطليموس "الجغرافيا" إلى اللغة العربية في القرن التاسع، وغالبًا ما كانوا يمزجونها بعناصر من الخرائط الإسلامية التقليدية. على سبيل المثال، وصف هنري ماسيه كتاب "كتاب البلدان" (كتاب اليعقوبي) الذي كتبه ابن الفقيه بين عامي 902 و903 ميلادي بأنه "جغرافيا تقنية تشمل موضوعات الآداب". لا يقتصر مصطلح "الجغرافيا التقنية" على تذكر أسماء الأماكن وتسمية الأماكن، بل يشمل العلاقات المكانية بين النقاط والنظرية.
عرّف منشور بعنوان "فن التدريس" نُشر عام 1889 في مجلة "التعليم المدرسي والمنزلي" مصطلح "تقني" بأنه "مناسب بشكل خاص لأي فن أو علم"، وذكر أنه "لم نسمع المعلمين يسألون عما إذا كان سيتم تدريس الجغرافيا التقنية في المدارس". يوضح هذا المنشور أن مفهوم ومصطلح "الجغرافيا التقنية" كانا مستخدمين في الولايات المتحدة بقدرة معينة منذ أواخر القرن التاسع عشر.

### القرن العشرين

#### أوائل القرن العشرين
في عام 1902، تم اقتراح استخدام الجيوديسيا كنظام داعم للجغرافيا التقنية. وفي عام 1908، أدرج أستاذ الجغرافيا جورج د. هوبارد الجغرافيا التقنية جنبًا إلى جنب مع الجغرافيا الإقليمية والجغرافيا الطبيعية والبحث العام كمقررات يجب تدريسها في أقسام الجغرافيا بالجامعات الأمريكية. وفي هذا السياق، يوضح هوبارد أن الجغرافيا التقنية تشير إلى موضوعات مثل "الجغرافيا الرياضية أو الفلكية" بالإضافة إلى رسم الخرائط.
نشر مقال عام 1910 في نشرة الجمعية الجغرافية الأمريكية (الآن الجغرافيا ريفيو) مفهوم "الجغرافيا العلمية" وناقش توظيف المنهج العلمي في المفاهيم الجغرافية. اقترح هذا المنشور كيف يمكن تنظيم مجال الجغرافيا العلمية، وحدد أن "الجغرافيا النباتية" و "جغرافيا الحيوان" و "الجغرافيا البشرية" يمكن أن تكون مجالات يمكن تطبيق المبادئ العلمية فيها. وبينما لم يستخدم هذا المنشور مصطلح "الجغرافيا التقنية" في وصفه، ربطت العديد من المنشورات اللاحقة بشكل صريح بين الجغرافيا العلمية والتقنية.
بحلول عام 1917، تم إدراج الجغرافيا التقنية ضمن المقررات التي تُدرّس في بعض المدارس البريطانية، إلى جانب الرياضيات والكيمياء وعلوم طبيعية أخرى.
مع تطور التقنيات والمفاهيم في الجغرافيا التقنية، بدأ الجغرافيون يشعرون بالأسف لعدم فهم واستخدام المفاهيم الجغرافية الأكثر تقدمًا في المجتمع والقانون. على وجه التحديد، أصبحت هذه مشكلة خلال قضية حدود ميشيغان-ويسكونسن عام 1930 في المحكمة العليا الأمريكية، حيث لم يكن الحد محددًا بمفاهيم جغرافية تقنية محددة.
خلال الأربعينيات من القرن العشرين، بدأت جامعة ولاية أوريغون بالتركيز على الجغرافيا التقنية كجزء من برنامج الجغرافيا التطبيقية.

#### الثورة الكمية
برز مجال الجغرافيا التقنية بشكل أوضح خلال الثورة الكمية التي شهدها منتصف القرن العشرين بين عامي 1950 و 1960. قبل هذه الفترة، كانت التقنيات وطرق معالجة المعلومات المكانية تركز بشكل أساسي على دعم الجغرافيا البشرية أو الطبيعية، وليس كفرع مستقل للدراسة. شكلت الحرب العالمية الثانية نقطة تحول كبيرة في هذا المجال، حيث شهدت استخدام مكثف للخرائط والصور الجوية، مما أدى إلى ثورة في هذه التقنيات وركز الانتباه على الفوائد التي تقدمها. في السنوات التي سبقت الثورة الكمية، كانت الجغرافيا مجزأة بشكل عام وتركز على المناهج الوصفية، وكانت العديد من جامعات الولايات المتحدة الأمريكية تلغي أقسام الجغرافيا. وللتصدي لهذه المشكلة، بدأ علماء الجغرافيا في مناقشة مزايا المناهج الأكثر علمية وتعتمد على طرق البحث وطرقها للانضباط والمناصرة للفوائد التي تعود على الدورات التقنية الأخرى. ذهب البعض، مثل خبير رسم الخرائط الشهير جورج جينكس، إلى أبعد من ذلك واقترحوا أن يكون رسم الخرائط تخصصًا أكاديميًا منفصلاً تمامًا عن الجغرافيا، حتى لو كان ذلك في عدد قليل من المؤسسات الأكاديمية فقط. قوبل هذا النهج برفض من قبل علماء الجغرافيا التقليديين، الذين رأوا فيه انحرافًا عن الطريقة التي كان بها علماء الجغرافيا ينظرون دائمًا إلى الخرائط ويتفاعلون معها. بينما كان أفضل طريقة للتعامل مع الجانب التقني للجغرافيا موضوع جدل كبير بين علماء الجغرافيا، بدأت أقسام الجغرافيا في الجامعات عبر البلاد بتدريس نهج أكثر علمية للجغرافيا.

##### قوانين الجغرافيا
تتمحور أهم حادثة عن "الثورة الكمية" حول تحول الجغرافيا الوصفية (الخاصة) إلى نمط يضع "قوانين تجريبية" (عامة) كما هو الحال في العلوم الطبيعية. اقترح والدو توبلر أولى هذه القوانين في مقالته عام 1970 بعنوان "فيلم كمبيوتر يحاكي نمو المدن في منطقة ديترويت"، وتبعه اقتراحات أخرى منذ ذلك الحين. لكن بعض علماء الجغرافيا يعارضون فكرة ضرورة أو حتى صحة وجود قوانين ثابتة في الجغرافيا. وتصدى توبلر وآخرون لهذه الانتقادات. من الأمثلة على هذه القوانين: قانون توبلر الأول للجغرافيا، وقانون توبلر الثاني للجغرافيا، وقانون أربيا للجغرافيا. ويُعتبر قانون توبلر الأول للجغرافيا بشكل خاص، ومفهوم الارتباط الذاتي المكاني المرتبط به، من المفاهيم المركزية في الجغرافيا التقنية.

#### تقنيات القرن العشرين
شهد القرن العشرين ظهورًا سريعًا لتقنيات مثل الحاسوب والأقمار الصناعية والبرامج الحاسوبية المناسبة لتشغيلها. أحدثت هذه التقنيات تغييراً جذرياً في أسلوب عمل علماء الجغرافيا، وبذلت جهود كبيرة في دراسة أفضل الطرق لدمجها في هذا المجال العلمي. جاءت مع هذه التقنيات تخصصات ومصطلحات جديدة. غالبًا ما تتنافس هذه المصطلحات وتتداخل مع بعضها البعض، وغالبًا ما تنشأ في دول منفصلة.

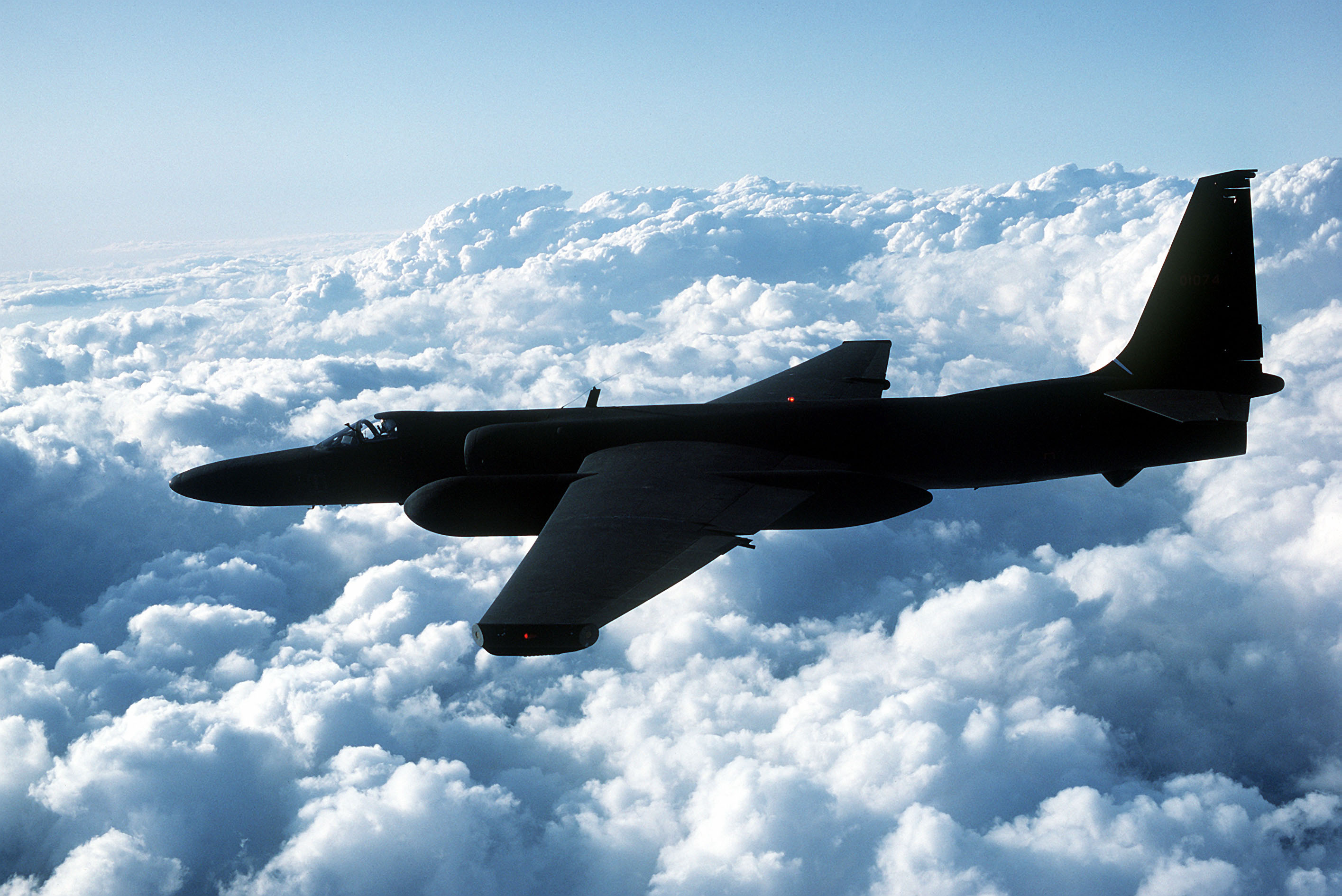
طائرة الاستطلاع والمراقبة TR-1

##### الاستشعار عن بعد

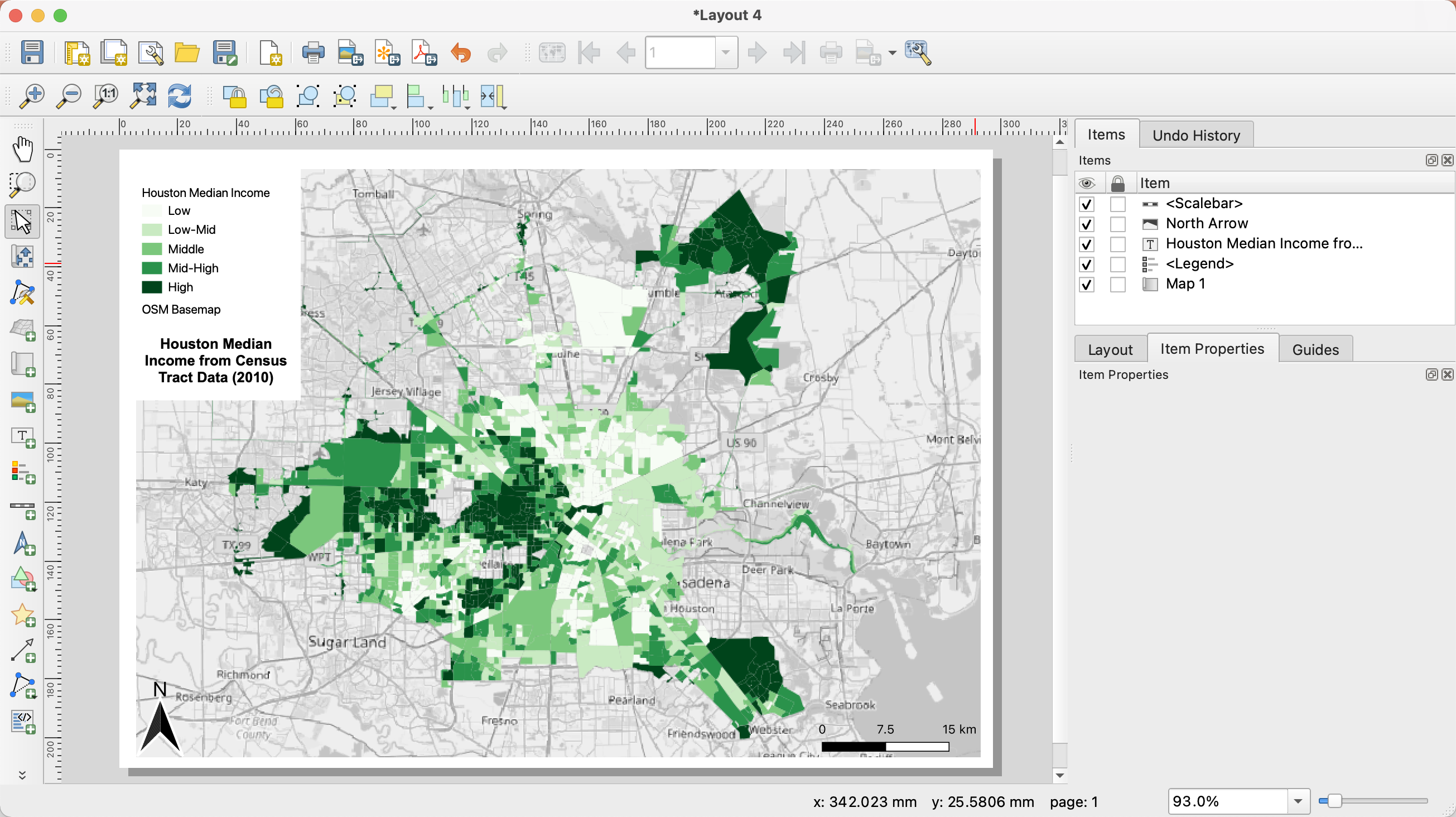
لقطة شاشة QGIS مع خريطة متوسط الدخل في هيوستن (2010)

إلى جانب ظهور الحواسيب ونظم المعلومات الجغرافية، شهدت الثورة الكمية بروز مصادر جديدة للبيانات المكانية. استُخدمت تقنية التصوير الجوي على نطاق واسع في الحرب العالمية الأولى، ثم طُبقت لاحقًا في المجالات المدنية. جاء في السطر الأول من كتاب مدرسي صدر عام 1941 بعنوان "التصوير الجوي والمسح الجوي" ما يلي:
"لم يعد هناك حاجة للتبشير بالتصوير الجوي - ليس في الولايات المتحدة - فقد انتشر استخدامه وازدادت قيمته كثيرًا لدرجة أن حتى المزارع الذي يزرع حقوله في ركن ناءٍ من البلاد يعلم قيمته."

ــــــ جيمس دبليو باجلي
تقدم تقنية الاستشعار عن بعد مرة أخرى بسرعة خلال الحرب العالمية الثانية، وتم استيعاب التقنيات المستخدمة بسرعة كمساعدات في الدراسات الجغرافية. خلال الحرب الباردة ، أدت التطورات في التصوير والطائرات والصواريخ إلى زيادة فعالية تقنيات الاستشعار عن بعد. مع توفر التكنولوجيا لعامة الناس ، سرعان ما غُمر علماء الجغرافيا بكميات كبيرة من صور الأقمار الصناعية والصور الجوية. تطلب الأمر تقنيات جديدة لتخزين ومعالجة وتحليل واستخدام مصدر البيانات الجديد هذا ، مما أدى إلى ولادة علماء الاستشعار عن بعد.

##### الخرائط الرقمية ونظام المعلومات الجغرافية

نظام الـ GPS

تزامن ظهور الحواسيب المبكرة مع الثورة الكمية. طبيعة الجغرافيا متعددة التخصصات تجبر الجغرافيين على مراقبة التطورات في مجالات أخرى، وبالتالي فهم يميلون إلى ملاحظة واعتماد الابتكارات التقنية من تخصصات أخرى بدلاً من تطوير تقنيات فريدة لإجراء الدراسات الجغرافية. لم يكن الحال مختلفًا مع الحواسيب. بعد أكثر من عقد على تطوير أولى الحواسيب، نشر والدو توبلر في عام 1959، ورقة بحثية تفصّل استخدام الحواسيب في عملية رسم الخرائط بعنوان "الأتمتة والرسومات الخرائطية". ورغم كونها عملية جديدة في مجال التطبيق، إلا أن العملية التي شرحها توبلر لم تسمح بتخزين أو تحليل البيانات الجغرافية. ومع تقدم تكنولوجيا الحاسوب وتوفر أجهزة كمبيوتر أفضل، تبنى الجغرافيون التكنولوجيا بسرعة لإنشاء الخرائط. في عام 1960، ابتكر روجر توملينسون أول نظام معلومات جغرافية حقيقي، مما سمح بتخزين وتحليل البيانات المكانية داخل الكمبيوتر. أحدثت هذه الأدوات ثورة في علم الجغرافيا من خلال المساهمة في المناهج العلمية الوضعية للتخصص خلال الثورة الكمية. في عام 1985، تكهن مارك مونمونير أن الرسومات الحاسوبية المدعومة بنظم المعلومات الجغرافية ستحل إلى حد كبير محل رسم الخرائط التقليدية باستخدام القلم والورق. بدأ الجغرافيون يناقشون بشدة مكانة نظم المعلومات الجغرافية في الجغرافيا، حيث رفض البعض الأساليب التي تستخدمها، بينما دعا آخرون بقوة لاستخدامها. رداً على النقاد، صرح الجغرافي البريطاني ستان أوبنشاو:
"...إذا رفض الجغرافيون نظم المعلومات الجغرافية، فقد يؤثر ذلك بشكل أساسي على إدراك العالم الخارجي لما يدور حوله علم الجغرافيا. بالتأكيد، قد تستند هذه التصورات الخارجية على صورة عن الجغرافيا كما كانت عليه في السابق، ولكن مع ذلك لا يمكن تجاهلها. 'كيف يمكن لهم أن يكونوا أغبياء لدرجة أن ينكروا جوهر تخصصهم؟'"
ــــــ ستان أوبنشاو
مع ظهور نظم المعلومات الجغرافية، بدأ الباحثون سريعًا في استكشاف طرق استخدام هذه التقنية لمختلف المشكلات الجغرافية. وهذا دفع بعض الجغرافيين إلى إعلان دراسة هذه الطرق كعلمهم الخاص داخل الجغرافيا.

##### نظام التموضع العالمي
في عام 1978، أطلق الجيش الأمريكي أولى الأقمار الصناعية لتمكين نظام تحديد المواقع العالمي (GPS) الحديث، وتم توفير كافة إمكانيات النظام للجمهور العام في عام 2000. وقد سهل ذلك الوصول السريع لإحداثيات مكانية كان الحصول عليها في السابق باهظ التكلفة. وبدأ الجغرافيون بدراسة أساليب وتطبيقات لهذه البيانات.

#### تفرعات جديدة في العلوم
خلال الثورة الكمية، نشأت العديد من المصطلحات من مفهوم أن التقنيات المطورة خلال هذه الفترة هي محور دراسة مستقلة. تتداخل هذه المصطلحات جميعها إلى حد ما، ولكن على الأقل تشير إحدى الدراسات إلى اختلافها بشكل كبير بما يكفي لاستمرار استخدامها. ربما كان هذا التسرع في إنشاء مصطلحات جديدة ضارًا بشعبيتها، ويُنظر إلى الباحثين الذين اقترحوها على أنهم ربما كانوا مهملين أو متسرعين. وقد أدى ذلك إلى بعض الالتباس، ويعتبر تحديد المجالات التي يغطيها كل مصطلح بشكل صحيح مجالًا نشطًا للبحث. ذكرت إحدى الأوراق البحثية حول هذا الموضوع ما يلي:
"مع ظهور التقنيات الجديدة التالية، تظهر على الفور مقترحات جديدة لعلوم جديدة وتفرعات جديدة. يعلن العديد من المؤلفين بكل سهولة عن نشأة علم جديد، وغالبًا لا يهتمون بالتبرير السليم لتسميته وتعريفه. تظل التعاريف القديمة، التي تم تطويرها في سياق الظروف التكنولوجية السابقة، في ظل التقنيات الجديدة، ولا يتم تحديثها. إن عدم وجود شروط مصطلحية محددة، أو حدود محددة، أو نطاقات لاستخدام هذا التعريف، يشجع على تعريف المصطلحات التالية، والعلوم وتخصصات البحث التالية."

— آرثر كراوتشيك

##### الجغرافيا الكمية
خلال المراحل المبكرة من الثورة الكمية، ظهر مصطلح "الجغرافيا الكمية" كمجال فرعي ضمن الجغرافيا التقنية، حيث ركز بشكل حصري على هذه الأساليب الكمية للتعامل مع البيانات المكانية. يركز هذا الجزء من الجغرافيا التقنية على الإحصاءات المكانية وتصور المعلومات المكانية، مع التشديد على البيانات الكمية والمنهج العلمي.

##### جيوماتكس
في عام 1960، ابتكر برنارد دوبيسون مصطلح "جيوماتيك" باللغة الفرنسية. واليوم، يُعرّف من قبل المنظمة الدولية للمعايير (ISO/TC 211) بأنه "التخصص المعني بجمع وتوزيع وتخزين وتحليل ومعالجة وعرض البيانات الجغرافية أو المعلومات الجغرافية". تم تعميم المصطلح لاحقًا باللغة الإنجليزية في كندا من قبل الكنديين بيير غانيون و ديفيد كولمان خلال الثمانينيات وأوائل التسعينيات. في كندا، بذلت جهود لاستبدال مصطلح "جيوديسيا" بـ "جيوماتيك" ودمجه، لكن ذلك لم ينجح، وعالميًا، يُعتبر مصطلح "جيوديسيا" بشكل عام "غير قابل للتغيير". تم تضمين الجيوماتيك في موسوعة اليونسكو "EOLSS" تحت قسم الجغرافيا التقنية.

##### الجيومعلوماتية
في أواخر الثمانينيات، صاغ العالم السويدي صامويلسون مصطلح "الجيومعلوماتية"، وتم تعريفه لاحقًا في التسعينيات على أنه "علم دمج أربع تقنيات: نظم المعلومات الجغرافية (GIS)، الاستشعار عن بعد، التصوير الفوتوغرامتري، والرسم الخرائطي". لاحقًا، عرفه الجغرافي مايكل ديمرز بأنه "علم معالجة وظائف البيانات المكانية بواسطة أنظمة الكمبيوتر". تم وصف هذا المصطلح بأنه خارج نطاق جغرافية تمامًا، ويقع بدلاً من ذلك تحت مظلة علوم الكمبيوتر بالكامل، بينما تضعه مصادر أخرى تحت فرع الجغرافيا التقنية. تجدر الإشارة إلى أن المصادر تشير إلى عدم وجود تعريف عالمي مقبول لمصطلح جيومعلوماتية.

##### علم المعلومات الجغرافية
في تسعينيات القرن العشرين، صاغ الجغرافي مايكل فرانك جودتشايل مصطلح "علوم المعلومات الجغرافية" (GIScience) ونشره في الولايات المتحدة لوصف "مجموعة فرعية من علم المعلومات تركز على المعلومات الجغرافية". يُذكر صراحة أن علوم المعلومات الجغرافية منفصلة عن الجغرافيا الكمية، لكن تم تصنيفها من قبل مصدر واحد على الأقل ضمن فرع الجغرافيا التقنية. في عام 1995، تم تأسيس اتحاد جامعات علوم المعلومات الجغرافية (UCGIS) في الولايات المتحدة لدعم هذا المجال، مثل إنشاء "مناهج نموذجية" من قبل الجغرافي دوان ماربل لمساعدة المعلمين على تدريس علوم المعلومات الجغرافية. هناك جدل كبير حول مصطلح علوم المعلومات الجغرافية، بما في ذلك التساؤل حول ما إذا كان يمكن اعتباره علما. يواصل العديد من الجغرافيين، بمن فيهم مايكل جودتشايل، استخدام هذا المصطلح حتى اليوم.

#### ظهور الجغرافيا النقدية
في نفس المنشور لعام 1749 الذي ناقش فيه كيف أهمية الجغرافيا التقنية، اعتُبرت الجغرافيا النقدية جزءًا مهمًا من عملية تصحيح الأخطاء على الخرائط والمنتجات الأخرى في الجغرافيا لتحسين النماذج الخاصة بالعالم. وخلال سبعينيات القرن الماضي، اتخذت الجغرافيا النقدية إطارًا لنظرية النقد والفلسفة الماركسية، وأصبحت مظلة توحد مختلف الأطر النظرية في الجغرافيا، بما في ذلك الجغرافيا الماركسية والجغرافيا النسوية والجغرافيا الراديكالية. ردًا على الأفكار والنظريات التي تقدمت خلال الثورة الكمية، وخاصة الوضعية، تم تطبيق مصطلح "الجغرافيا النقدية" على الانتقادات الأيديولوجية والنظرية لأساليب وأفكار الجغرافيين التقنيين. وقد انتقد بعض الجغرافيين ابتعاد الجغرافيا عن الجوانب المجردة وغير القابلة للقياس للمكان التي تعتبر ضرورية لفهم الجغرافيا.
في تاريخ الجغرافيا منذ الثورة الكمية، غالبًا ما يُنظر إلى منظري الجغرافيا النقدية على أنهم في مواجهة مباشرة مع منظري الجغرافيا التقنية والكمية. يجادل بعض الجغرافيين بأن زيادة شعبية الجغرافيا النقدية ترجع إلى حد كبير إلى صعوبة تعلم التقنيات الجديدة الناشئة. كما يجادل بعض الجغرافيين بأن العديد من الانتقادات المبكرة التي أثارها الجغرافيون النقديون حول الأساليب الكمية قد تمت معالجتها مع التقدم في التكنولوجيا، وتستمر بسبب جهل الجغرافيا الكمية. كما أُشير إلى الجغرافيا النقدية على أنها معادية للعلم.

### القرن الحادي والعشرون
مع التطبيق الواسع لهذه التقنيات والأساليب الجديدة على مختلف التخصصات، نشأ قلق بين الجغرافيين من أن هؤلاء غير الجغرافيين في تخصصات أخرى قد يصبحوا أكثر براعة في استخدامها من الجغرافيين أنفسهم. استجابة لذلك، تم تأسيس المجلة المحكمة "جرافيكا تيكنيكا" في عام 2006 لتكون منفذا للبحوث التي تستخدم الأساليب الكمية والتقنية والعلمية في مجال الجغرافيا.

في ورقة بحثية نُشرت في عام 2016 داخل هذه المجلة، صرح لينول هايدو:
"الخطر هو أن غير الجغرافيين الذين يتقنون هذه الأساليب يُحَلِّلُون البيانات والمعلومات المكانية الزمنية بشكل أفضل من الجغرافيين. لهذا السبب، فإن الحاجة إلى التعامل مع المنافسة الناجمة عن العلوم الأخرى التي تطالب بالفضاء الجغرافي كموضوع لدراستها وبحثها أصبح تحديًا جديًا بالنسبة للجغرافيين. يحتاج الجغرافيون إلى اختبار وتكييف الأساليب والنماذج والإجراءات الجديدة وتنفيذها في جميع مجالات وتوجهات تطوير الجغرافيا. ومن خلال هذه أيضًا، فإن الجغرافيا التقنية كخط جديد للبحث والتدريب المهني تصبح ضرورة."

ــــــ لينول هايدو
يعود مفهوم الجغرافيا التقنية للظهور لتصحيح الاتجاه التاريخي في الجغرافيا المتمثل في التكيف بدلاً من تطوير أساليب وتقنيات جديدة لإجراء البحوث الجغرافية من خلال تشجيع الجغرافيين المدربين على متابعة هذا الخط من التحقيق. وبينما نوقش استخدام مصطلح "الجغرافيا التقنية" نفسه منذ القرن الثامن عشر على الأقل، غالبًا ما يتم فصل المفاهيم ضمن الجغرافيا التقنية عن بقية الجغرافيا عند تنظيم وتصنيف المجالات الفرعية في هذا التخصص. وتستخدم مصطلحات مثل "تقنيات التحليل الجغرافي" و"تقنية المعلومات الجغرافية" مرادفة للمصطلح نفسه في الكتب المدرسية.

#### تطوير المناهج الجغرافية في عصر تقنيات المعلومات الجغرافية
مع هيمنة تقنيات مثل نظم المعلومات الجغرافية على أقسام الجغرافيا، أصبحت الحاجة إلى تطوير مناهج جديدة لتعليم المفاهيم الأساسية واضحة. استجابةً لذلك، قام اتحاد الجامعات الأمريكية لعلوم المعلومات الجغرافية (UCGIS) في عام 2006 بنشر "المعرفة في علوم وتكنولوجيا المعلومات الجغرافية" (GISTBoK)، استكمالاً لـ "نموذج المناهج الدراسية" في منتصف التسعينيات. يهدف GISTBoK إلى توفير معلومات حول المناهج الدراسية لتعليم نظم المعلومات الجغرافية والتقنيات الجغرافية المكانية الأخرى. في حين أن الكتاب لا يذكر الجغرافيا التقنية على وجه التحديد، فإنه يشكل معلماً بارزاً للنمو السريع للطرق المرتبطة بالجغرافيا التقنية في المؤسسات الأكاديمية. اليوم، بينما يُعتبر "علوم وتكنولوجيا المعلومات الجغرافية (GIS&T)" وصفًا شائعًا لمجموعات الدورات التي تتضمن مفاهيم موصوفة في GISTBoK، تستخدم العديد من أقسام الجغرافيا مصطلح "جغرافيا تقنية" لوصف مجموعات الدورات المعروضة التي تندرج تحت مظلة GIS&T، بما في ذلك جامعة ماريلاند وجامعة ولاية جنوب داكوتا. كما تضع جامعة بابيش-بولياي هذه الدورات تحت مظلة "قسم الجغرافيا الفيزيائية والتقنية".

#### موسوعة اليونسكو لنظم دعم الحياة
في عام 2009، استخدمت موسوعة اليونسكو لنظم دعم الحياة مصطلح "الجغرافيا التقنية" لتنظيم أدبياتها المتعلقة بالجغرافيا، حيث أسست نموذجًا ثلاثي الشعب ينطوي على الجغرافيا التقنية والبشرية والطبيعية، مع الإشارة إلى الجغرافيا البشرية والطبيعية باعتبارهما الفرعين الرئيسيين. تتمثل ميزة هذا المصطلح في اتساقه مع الفرعين الآخرين وتعيينه الواضح لهذا التخصص ضمن علم الجغرافيا. يتوسع لينول هايدو في تصنيف الجغرافيا التقنية باعتبارها فرعًا رئيسيًا في ورقته البحثية المنشورة عام 2016.

## الفروع الفرعية

يمكن تقسيم الجغرافيا التقنية إلى اقسام فرعية، مثل:
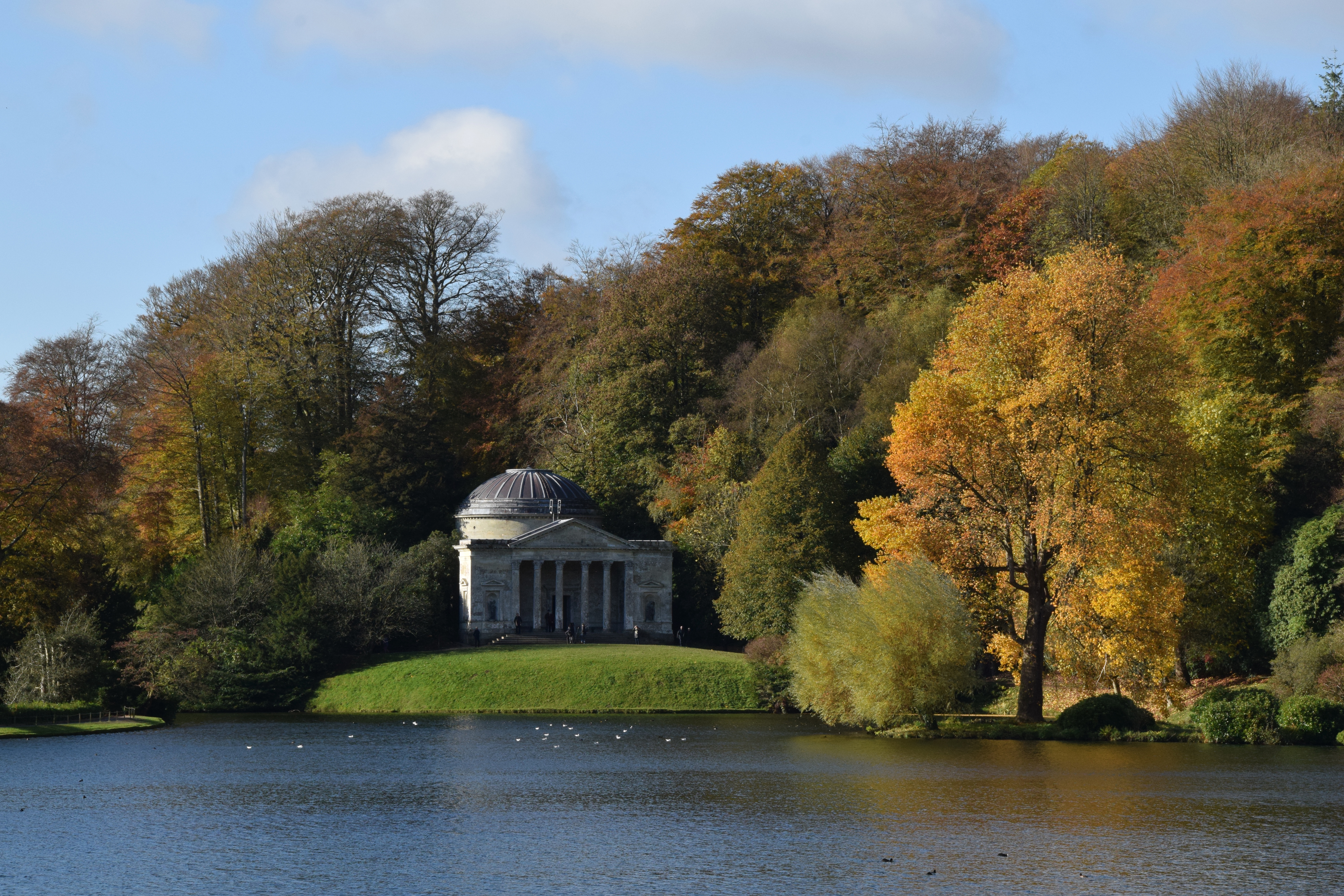
التصميم الجغرافي
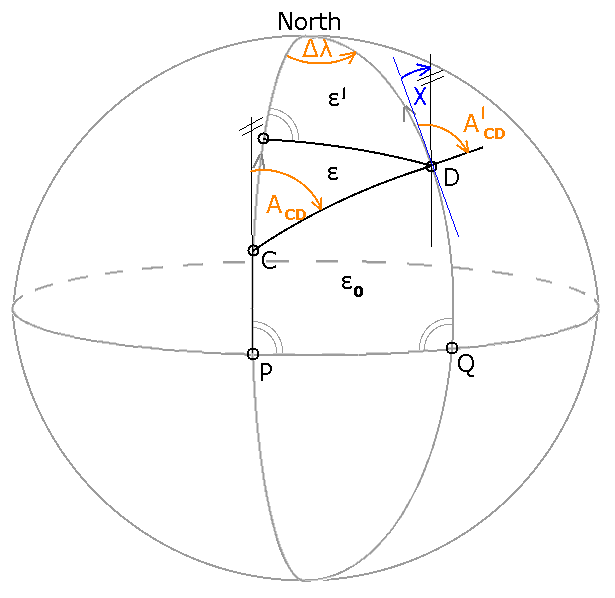
الجيوديسيا
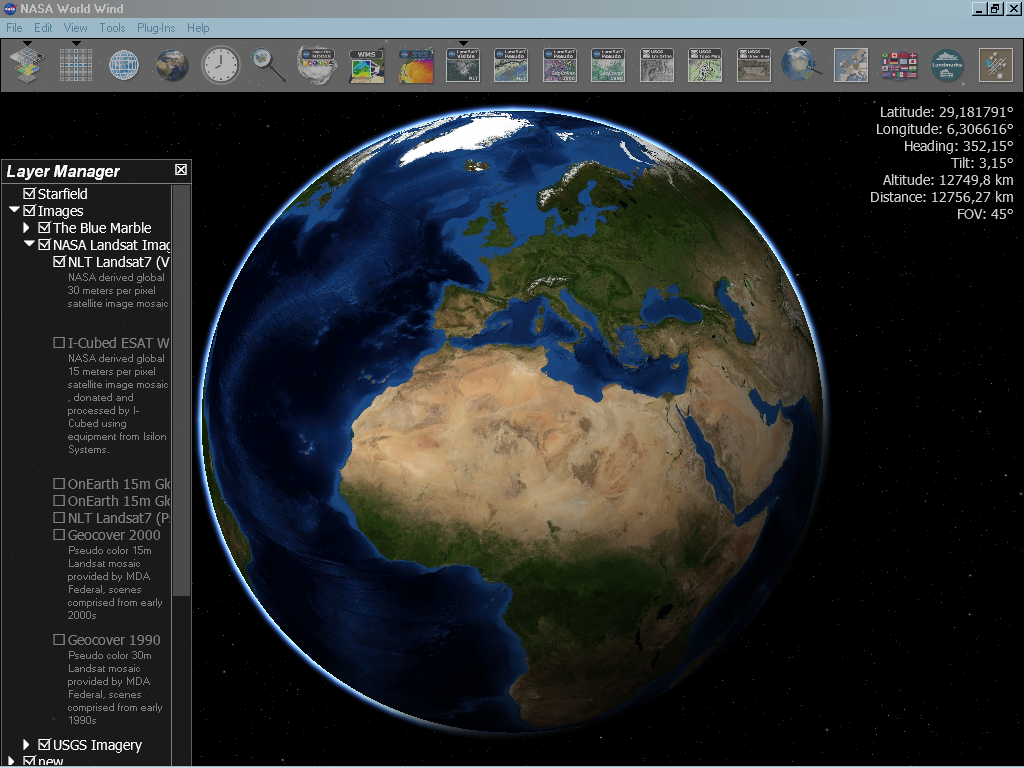
الجيومعلوماتية
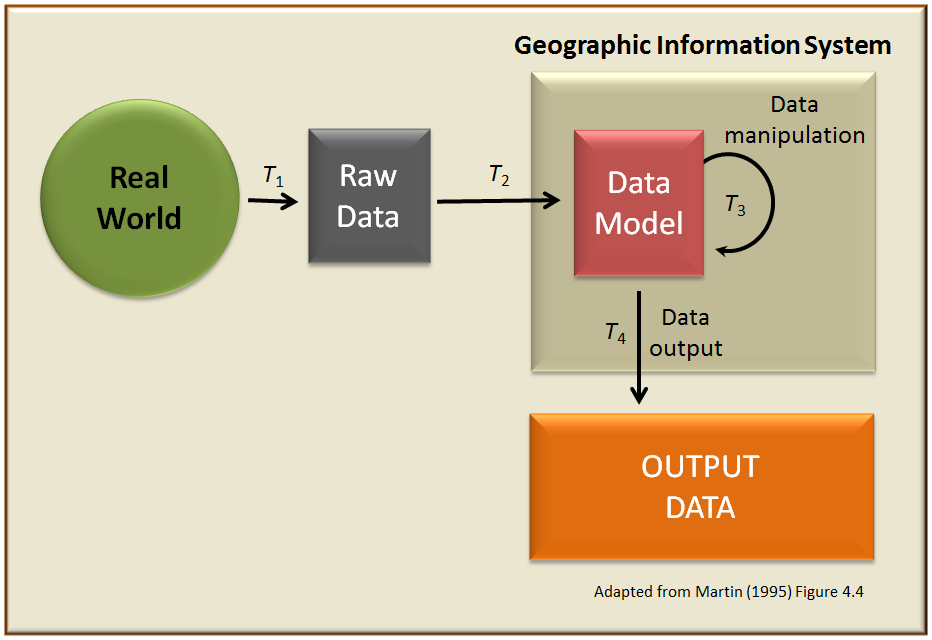
علم المعلومات الجغرافية
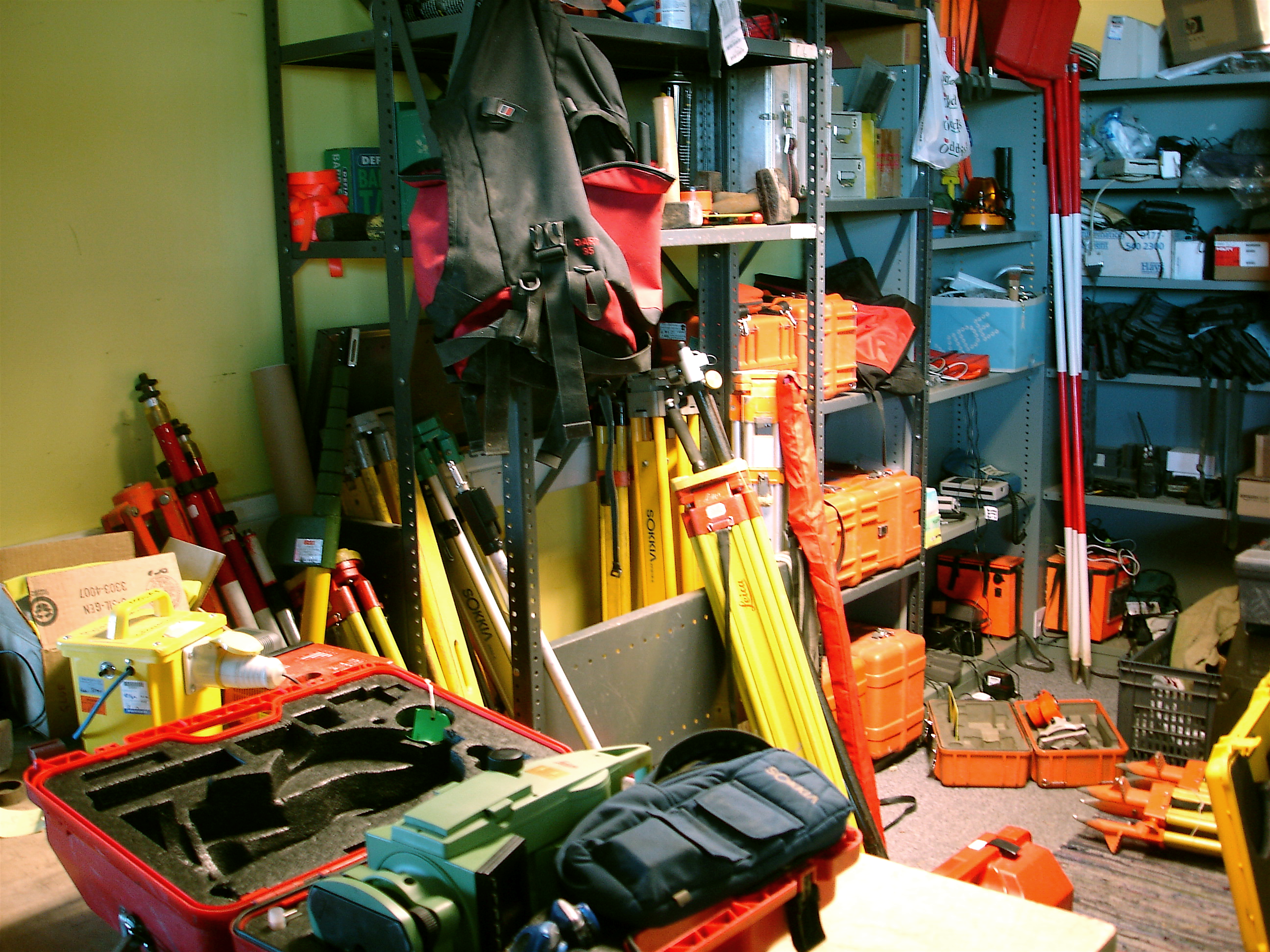
الجيوماتكس
الجغرافيا الإحصائية
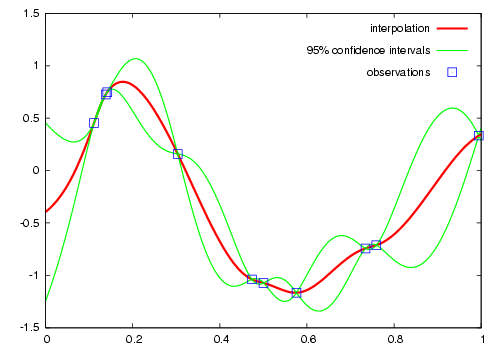
التحليل المكاني
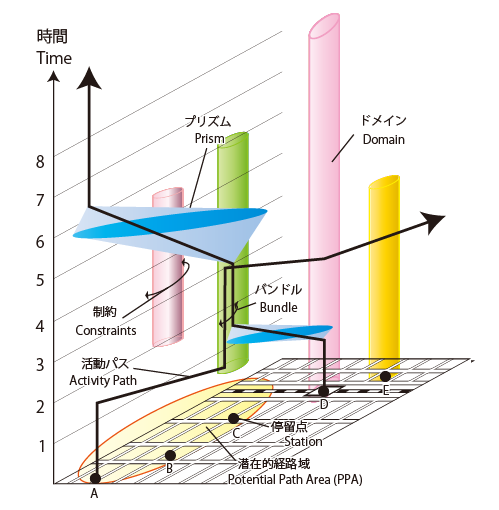
الجغرافيا الزمنية
الجغرافيا الكمية
الجغرافيا النوعية

## التقنيات والأدوات

الجغرافيا التقنية توظف وتطوّر العديد من التقنيات والتكنولوجيات، على سبيل المثال:
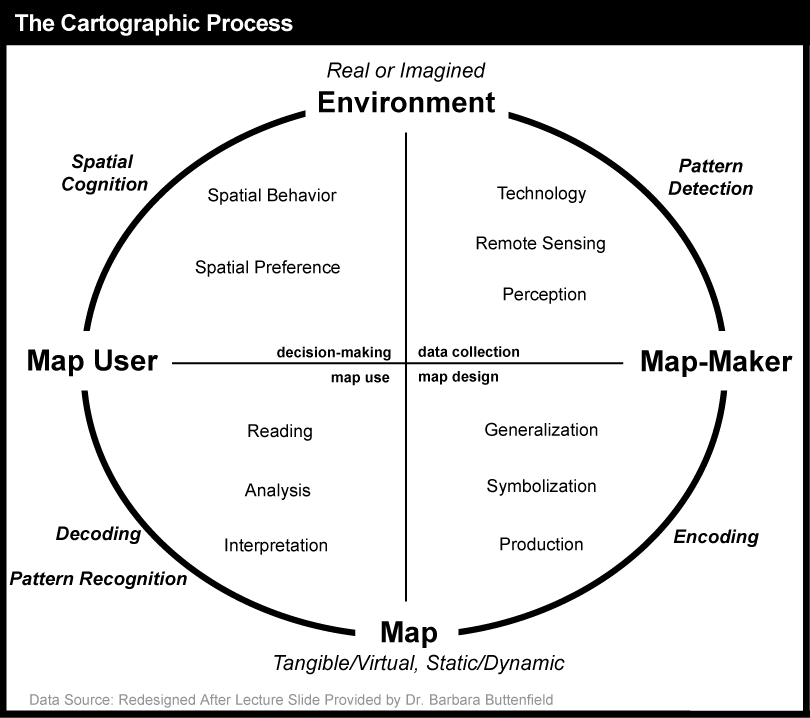
علم رسم الخرائط
الخرائط الرقمية
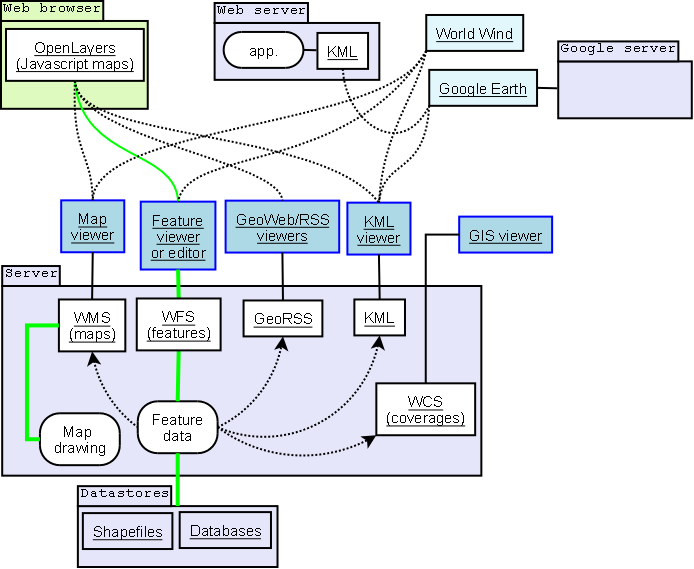
نظم المعلومات الجغرافية
الإحصائيات الجغرافية
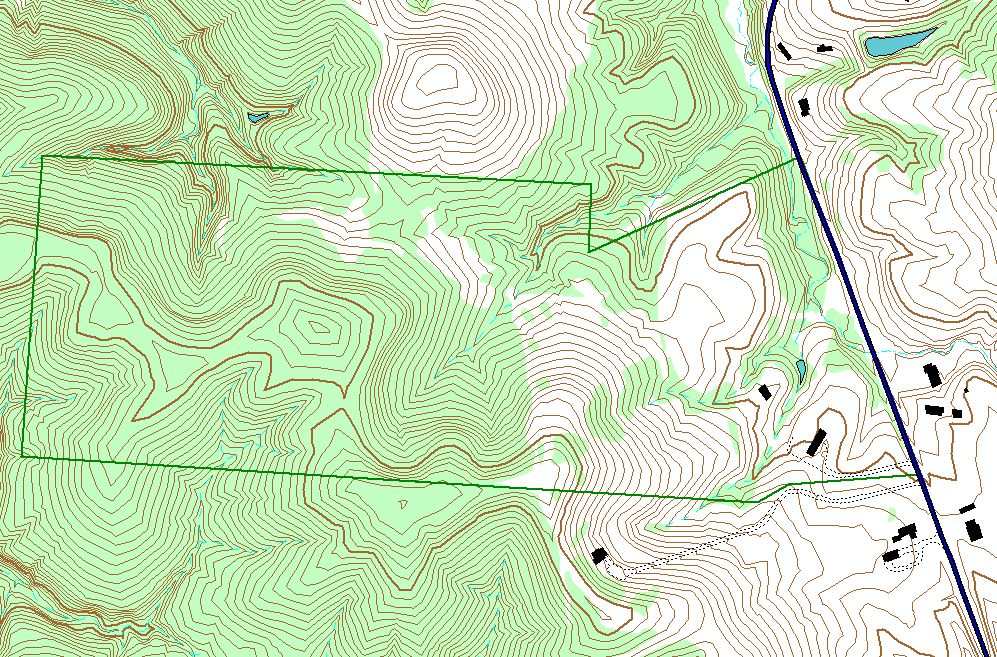
التصور الجغرافي
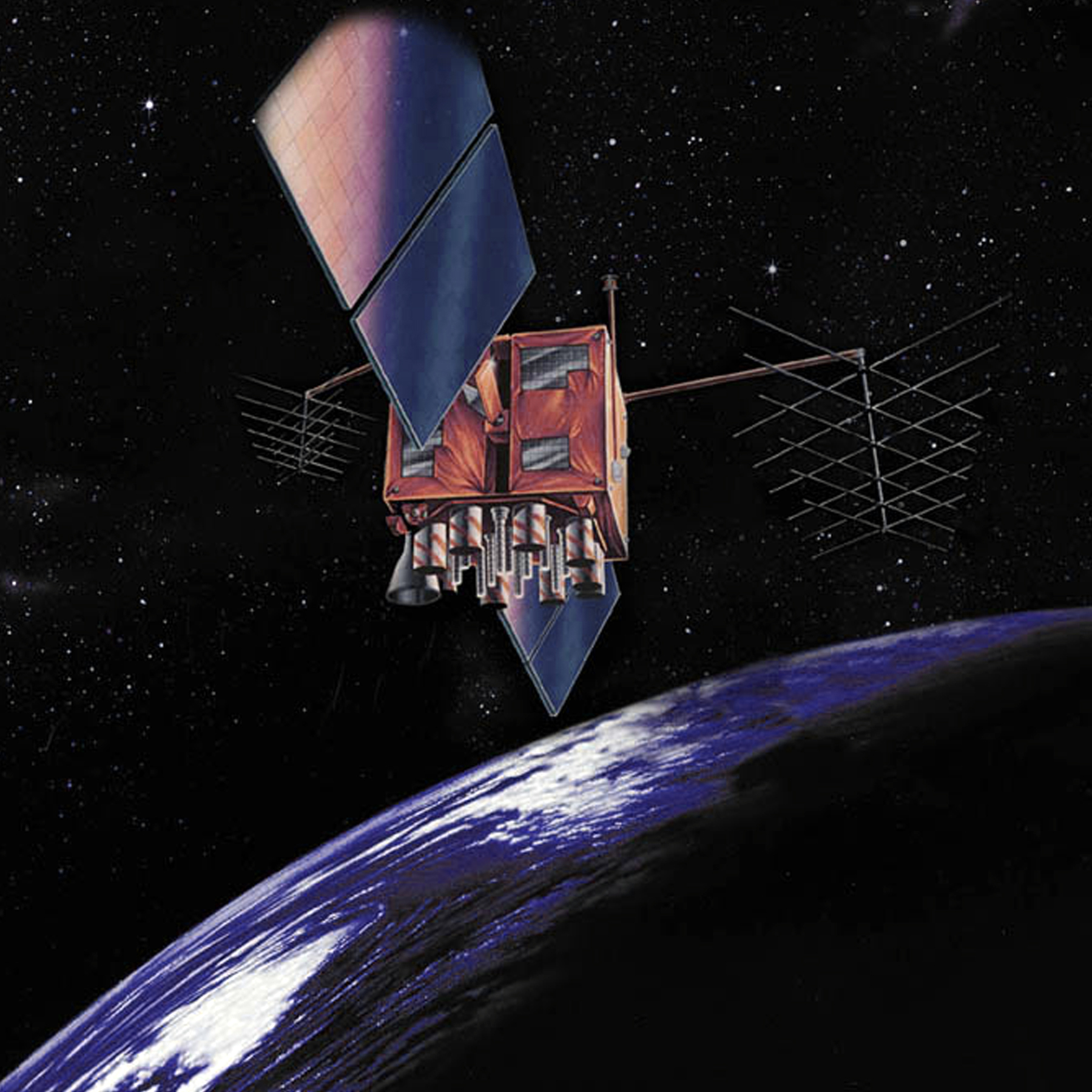
نظام تحديد المواقع العالمي
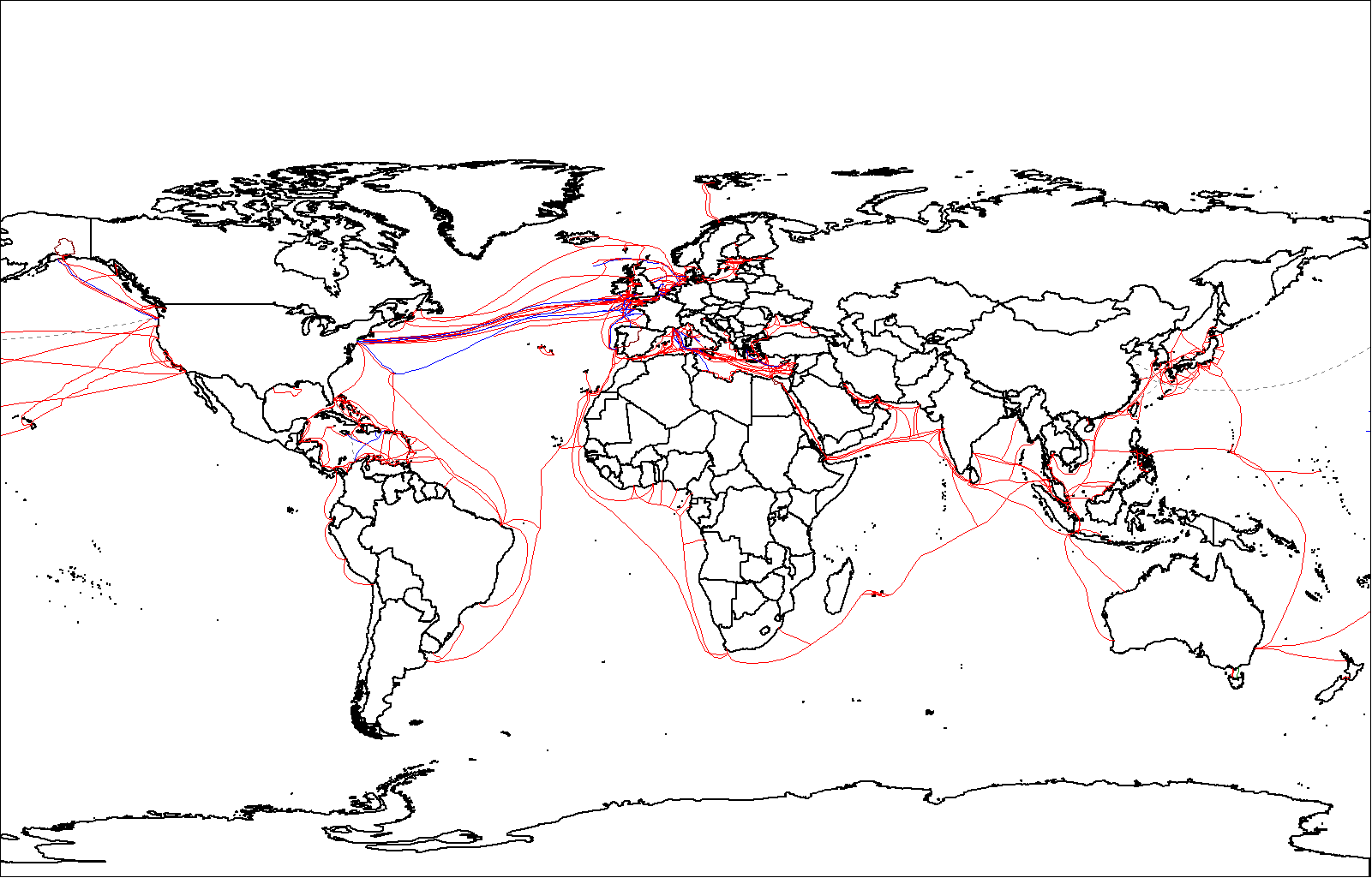
نظم المعلومات الجغرافية على الانترنت
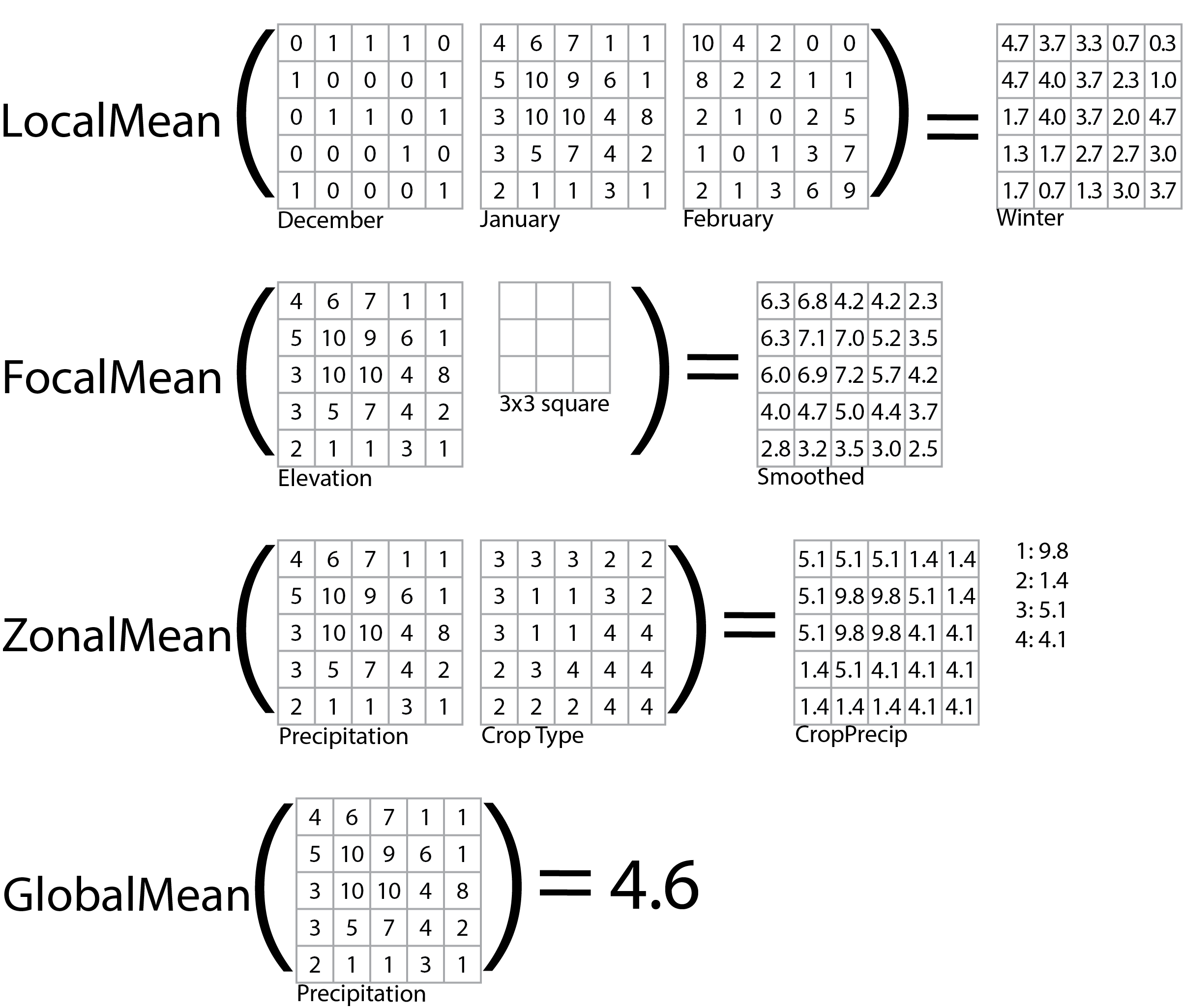
خريطة الجبر
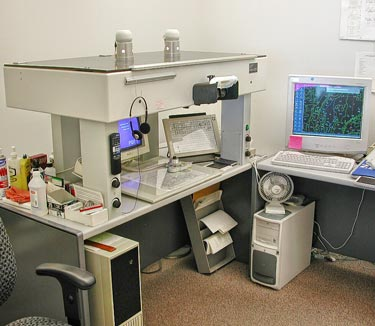
Photogrammetry المساحة التصويرية
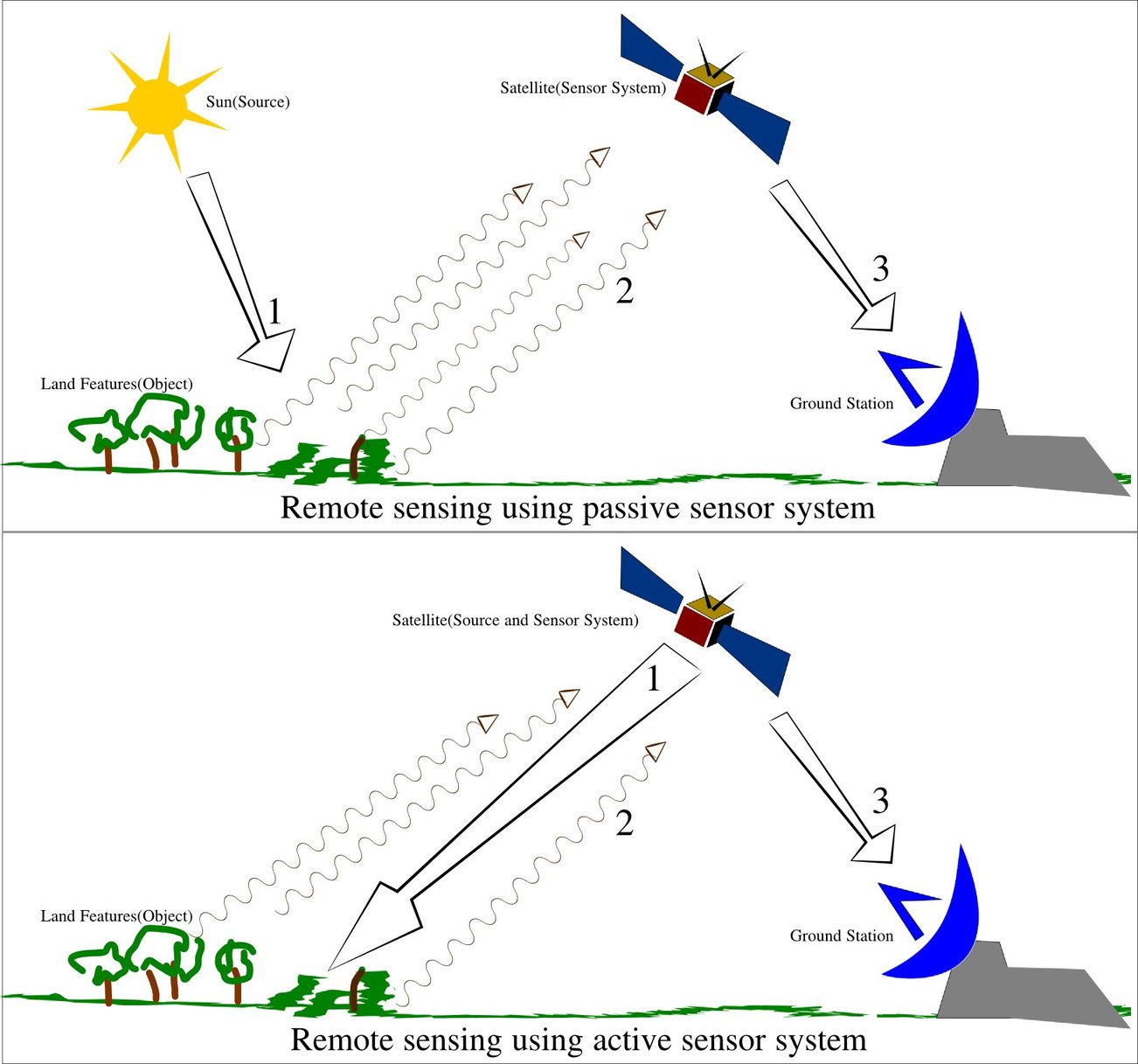
الاستشعار عن بعد
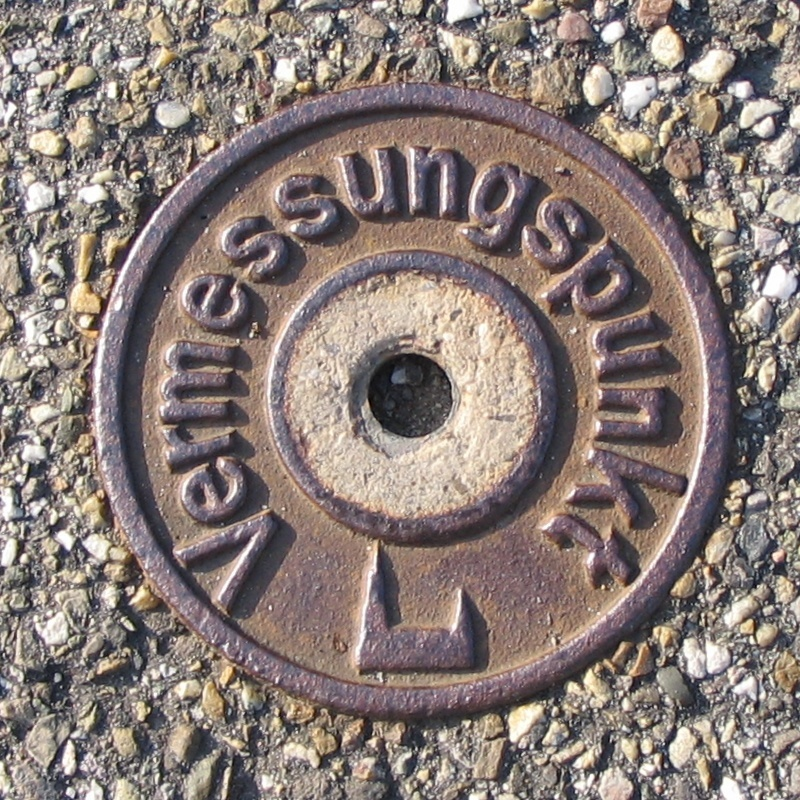
المساحة
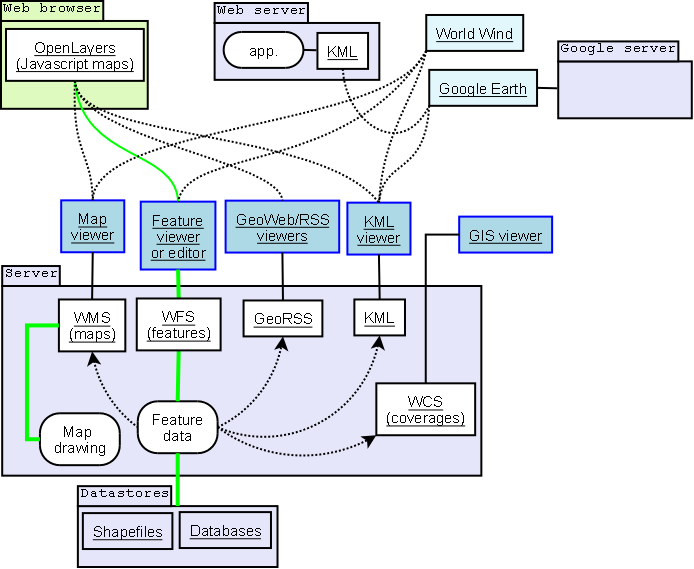
نظم المعلومات الجغرافية على شبكة الإنترنت

## جدل ونقد
تقسيم أي تخصص أمر صعب، والجغرافيا ليست استثناءً. الجغرافيا مجزأة للغاية كتخصص، حيث يمتد تاريخها عبر الثقافات وآلاف السنين. قد تختلف النماذج الأخرى الموجودة لتقسيم تخصص الجغرافيا إلى فئات ومحاور، بما في ذلك تقاليد الجغرافيا الأربعة لوليام باتيسون، بشكل كبير بين المنشورات. في حين تم طرح مصطلح "الجغرافيا التقنية" كفرع مميز ومركز لهذه المفاهيم الأوسع، فإن المصطلحات المستخدمة لوصف دراسة المعلومات المكانية كفئة مميزة تختلف. عند تقسيم التخصص داخل الأدبيات ، يتم استخدام فئات متشابهة - مثل "التقليد المكاني"، "تقنيات التحليل الجغرافي"، "المعلومات والتحليل الجغرافي"، "تقنية المعلومات الجغرافية"، "طرق وتقنيات الجغرافيا" ،"الجغرافيا العلمية" و"الجغرافيا الكمية" - لوصف نفس المفاهيم أو مفاهيم مماثلة مثل الجغرافيا التقنية. يعود جزء من الاختلاف في المصطلحات إلى وجود ثقافات ولغات مختلفة لها طريقتها الخاصة في التنظيم؛ على سبيل المثال، مصطلح "الجغرافيا المعلوماتية" شائع في الأبحاث الصينية لوصف مفاهيم مماثلة. يرتبط ارتباطًا وثيقًا ببعض مجالات علوم المعلومات الجغرافية والمعلومات الجغرافية ويستخدم أحيانًا بالتبادل معها. لكل مصطلح تعريفات ونطاقات مختلفة قليلاً، وقد تم الجدل حول أفضل اختيار للكلمة في الأدبيات منذ القرن الثامن عشر على الأقل عندما دافع كيف عن استخدام الجغرافيا التقنية على الجغرافيا التطبيقية. ومع ذلك، فإن العديد من هذه المصطلحات أو العبارات البديلة "غير مريحة نحويًا" ولا تربط التخصص بشكل صريح بفرع من الجغرافيا بنفس طريقة الجغرافيا التقنية.
هناك خلاف أشد حدة، حيث ينكر آخرون فكرة أن فكر وتقنيات الجغرافيا تشكل فرعًا جديدًا. يزعم هذا الحجج أن الجغرافيا يجب أن تكون تطبيقية، وبالتالي يجب أن تركز على مجموعة فرعية من الجغرافيا البشرية أو الطبيعية. كما يجادلون بأنه لا يوجد ما يكفي من المجلات المحكمة المحترمة لدعم استخدام المصطلح كفرع جديد.
وجلب البعض مزاعم بأن الجغرافيا التقنية أدخلت تحيزًا جندريًا في أقسام الجغرافيا حيث يمارس هذا التخصص بشكل غير متناسب من قبل الرجال ويعتبره البعض أكثر رجولية.

## البرامج الأكاديمية
تستخدم العديد من المؤسسات الأكاديمية، أو استخدمت تاريخيًا، مصطلح "الجغرافيا التقنية" إما لتقسيم أقسامها أو لوصف المقررات والمسارات التعليمية المقدمة داخل أقسامها. وتشمل هذه المؤسسات، على سبيل المثال لا الحصر:
- جامعة بابيش بولياي [59]
- جامعة ولاية كاليفورنيا، لونج بيتش [60]
- كلية دوباج [61]
- جامعة جاكسونفيل [62]
- جامعة ولاية أوريغون [63]
- جامعة ولاية داكوتا الجنوبية [64]
- جامعة جنوب يوتا [65]
- جامعة ولاية تينيسي [66]
- جامعة ماري واشنطن [67]
- جامعة ميريلاند [68]
- جامعة بيشاور [69]
- جامعة ساسكاتشوان [70] [71] [72]
- جامعة جنوب ألاباما [73] [74]
- جامعة ويبر ستيت [75]

## الجغرافيون المؤثرون
- آن كيلي نولز – رائدة في استخدام نظم المعلومات الجغرافية والطرق الجغرافية في مجال التاريخ.[76]
- آرثر جيتيس – شخصية مؤثرة في مجال الإحصاء المكاني [77]
- سينثيا بروير - مُنظِّرة رسم الخرائط وأنشأت تطبيق الويب (ColorBrewer)[78]
- فيرجان أورميلينغ جونيور - رسام الخرائط الهولندي الذي كتب فصل حول الجغرافيا التقنية في موسوعة النظم الداعمة للحياة التابعة لليونسكو.[79]
- جورج ف. جينكس – مؤثر في رسم الخرائط بالكمبيوتر ورسم الخرائط المواضيعية.[80] [81]
- ابن الفقيه – كتب كتاب البلدان (كتاب اليعقوبي).[82]
- مارك مونونييه - مُنظِّر في الخرائط وله العديد من الكتب التي ساهمت في تطوير نظم المعلومات الجغرافية.[83]
- مي بو كوان - الجغرافية الذي صاغت مشكلة السياق الجغرافي غير المؤكد ومشكلة متوسط تأثير الحي.[84][85]
- مايكل ديمرز - جغرافي كتب العديد من الكتب المساهمة في نظم المعلومات الجغرافية.[84][86]
- مايكل فرانك جودتشايلد – باحث في نظم المعلومات الجغرافية وحصل على ميدالية مؤسس جمعية الجغرافيا الملكية عام 2003.[87][88]
- روجر توملينسون – رائد أنظمة المعلومات الجغرافية الحديث. [89]
- والدو توبلر – صاغ القانون الأول والثاني للجغرافيا.[80][90][91]

## أنظر أيضا
- جغرافيا المريخ
- نيوجغرافيا
- العلوم الكوكبية
- الاتصال التقني
  - الرسم الصناعي